# Гёрке, Оскар
Оскар Гёрке (нем. Oscar Goerke; 10 января 1883, Нью-Йорк — 12 декабря 1934, Мейплвуд) — американский велогонщик, серебряный призёр летних Олимпийских игр 1904.
На Играх 1904 в Сент-Луисе Гёрке соревновался во всех велогонках. В заезде на 2 мили он занял второе место, выиграв серебряную медаль. В гонках на 0,25 и 1 мили он занял четвёртое место, в 0,33 мили дошёл до полуфинала, в 0,5 до четвертьфинала, а в заездах на дистанции 5 и 25 миль не смог финишировать.
Во внутриамериканских соревнованиях выступал за Национальный спортивный клуб Бруклина (англ. National Athletic Club).